# Diogo Tavares
Diogo Filipe Conceição Tavares (Lisbona, 29 luglio 1987) è un ex calciatore portoghese, attaccante.

## Carriera

### Club
Arriva in Italia nel 2006, acquistato dal Genoa, con cui disputa 9 partite, realizzando anche una rete. Dopo una breve parentesi al Monza e un anno in Svizzera, torna in Italia a vestire la casacca del Frosinone, che lo acquisisce in comproprietà dalla società ligure: per lui 33 partite e 6 reti.
Nel corso del mercato di riparazione, nel gennaio 2010 viene girato in prestito al Pergocrema.
Nell'estate 2010 viene acquistato a titolo definitivo dal Frosinone, insieme a Salvatore Aurelio, nell'operazione di riscatto della comproprietà di Robert Gucher da parte del Genoa.
Il 31 gennaio 2011, nell'ultimo giorno di mercato invernale, viene prelevato dalla Ternana in prestito dalla società ciociara. Terminati i 6 mesi di prestito in Umbria ritorna al Frosinone ma, alla fine del mercato estivo, passa al Como a titolo definitivo. Con i lariani colleziona 31 presenze e 8 gol nel campionato di Lega Pro Prima Divisione 2011-2012.
Nel luglio del 2012 torna in patria firmando per l'Estoril Praia.
Nel luglio 2013 viene prelevato dall'Ancona che in quel periodo militava in Serie D. Conclude la stagione con 13 reti in 28 presenze, contribuendo al primo posto della sua squadra nel girone e alla promozione tra i professionisti. La stagione seguente viene confermato dalla società dorica per il campionato di Lega Pro, dove mette a segno due gol nelle prime due giornate, di cui uno su rigore; viene schierato titolare varie volte. Conclude la stagione con 8 reti in 32 presenze.
Il 19 settembre del 2015 passa a titolo definitivo al Messina in Lega Pro.
La stagione si rivela la migliore nella sua carriera professionale mettendo a referto 10 gol e 2 assist in 27 partite.
A fine stagione, rimasto svincolato, si accorda con il Catanzaro, firmando un biennale.
Continua la sua carriera in Sicilia, al Catania dove segna al debutto contro la Reggina.
La sua esperienza in terra etnea però si rivela fallimentare e ad agosto passa alla Sicula Leonzio a titolo definitivo, sempre in Sicilia. Il 31 gennaio rescinde il contratto con la Sicula Leonzio e rimane svincolato

### Nazionale
Nel 2006 partecipa al Campionato europeo Under-19 con la Nazionale Under-19 portoghese, competizione nella quale segna due reti.
Nel 2007 fa parte della Nazionale portoghese Under-20 che partecipa al Mondiale di categoria, nel quale disputa l'ultima partita della fase a gironi, persa per 1-2 contro il Gambia, subentrando a Bruno Gama al 74'.

## Statistiche

### Presenze e reti nei club
Statistiche aggiornate al 13 gennaio 2018
| Stagione         | Squadra          | Campionato       | Campionato | Campionato | Coppe nazionali | Coppe nazionali | Coppe nazionali | Coppe continentali | Coppe continentali | Coppe continentali | Altre coppe | Altre coppe | Altre coppe | Totale | Totale |  |
| Stagione         | Squadra          | Comp             | Pres       | Reti       | Comp            | Pres            | Reti            | Comp               | Pres               | Reti               | Comp        | Pres        | Reti        | Pres   | Reti   |  |
| ---------------- | ---------------- | ---------------- | ---------- | ---------- | --------------- | --------------- | --------------- | ------------------ | ------------------ | ------------------ | ----------- | ----------- | ----------- | ------ | ------ |  |
| 2006-gen. 2007   | Genoa            | B                | 9          | 1          | CI              | 2               | 0               | -                  | -                  | -                  | -           | -           | -           | 11     | 1      |  |
| gen.-giu. 2007   | Monza            | C1               | 3+1        | 1          | CI+CI-C         | -               | -               | -                  | -                  | -                  | -           | -           | -           | 4      | 1      |  |
| 2007-2008        | Lugano           | CL               | 20         | 7          | CS              | 1               | 0               | -                  | -                  | -                  | -           | -           | -           | 21     | 7      |  |
| 2008-2009        | Frosinone        | B                | 28         | 6          | CI              | 0               | 0               | -                  | -                  | -                  | -           | -           | -           | 28     | 6      |  |
| 2009-gen. 2010   | Frosinone        | B                | 5          | 0          | CI              | 2               | 0               | -                  | -                  | -                  | -           | -           | -           | 7      | 0      |  |
| gen.-giu. 2010   | Pergocrema       | 1D               | 14+1       | 1          | CI+CI-LP        | -               | -               | -                  | -                  | -                  | -           | -           | -           | 15     | 1      |  |
| 2010-gen. 2011   | Frosinone        | B                | 5          | 0          | CI              | 0               | 0               | -                  | -                  | -                  | -           | -           | -           | 5      | 0      |  |
| gen.-giu. 2011   | Ternana          | 1D               | 11+1       | 1          | CI+CI-LP        | -               | -               | -                  | -                  | -                  | -           | -           | -           | 12     | 1      |  |
| ago. 2011        | Frosinone        | 1D               | 0          | 0          | CI+CI-LP        | 2+0             | 0               | -                  | -                  | -                  | -           | -           | -           | 2      | 0      |  |
| Totale Frosinone | Totale Frosinone | Totale Frosinone | 5          | 0          |                 | 2               | 0               |                    | -                  | -                  |             | -           | -           | 7      | 0      |  |
| ago. 2011-2012   | Como             | 1D               | 31         | 8          | CI+CI-LP        | 0+1             | 0               | -                  | -                  | -                  | -           | -           | -           | 32     | 8      |  |
| 2012-2013        | Santa Clara      | SL               | 6          | 0          | CP+CdL          | 0+1             | 0               | -                  | -                  | -                  | -           | -           | -           | 7      | 0      |  |
| 2013-2014        | Ancona           | D                | 25         | 13         | CI-D            | 1               | 1               | -                  | -                  | -                  | -           | -           | -           | 26     | 14     |  |
| 2014-2015        | Ancona           | LP               | 32         | 8          | CI-LP           | 2               | 0               | -                  | -                  | -                  | -           | -           | -           | 34     | 8      |  |
| Totale Ancona    | Totale Ancona    | Totale Ancona    | 57         | 21         |                 | 3               | 1               |                    | -                  | -                  |             | -           | -           | 60     | 22     |  |
| 2015-2016        | Messina          | LP               | 27         | 10         | -               | -               | -               | -                  | -                  | -                  | -           | -           | -           | 27     | 10     |  |
| 2016-gen 2017    | Catanzaro        | LP               | 18         | 2          | -               | -               | -               | -                  | -                  | -                  | -           | -           | -           | 18     | 2      |  |
| gen-ago 2017     | Catania          | LP               | 18         | 1          | -               | -               | -               | -                  | -                  | -                  | -           | -           | -           | 18     | 1      |  |
| 2017-gen 2018    | Sicula Leonzio   | C                | 13         | 2          | -               | -               | -               | -                  | -                  | -                  | -           | -           | -           | 13     | 2      |  |
| 2018-gen 2019    | Amora            | C                | 15         | 5          | -               | -               | -               | -                  | -                  | -                  | -           | -           | -           | 15     | 5      |  |
| 2019-gen 2019    | Pilhanovense     | C                | 17         | 6          | -               | -               | -               | -                  | -                  | -                  | -           | -           | -           | 17     | 6      |  |
| Totale carriera  | Totale carriera  | Totale carriera  | 286+3      | 71         |                 | 12              | 1               |                    | -                  | -                  |             | -           | -           | 301    | 72     |  |

## Palmarès

### Club

#### Competizioni nazionali
- Serie D: 1

Ancona: 2013-2014